# The End of an Era
The End of an Era è il terzo album in studio della rapper australiana Iggy Azalea, pubblicato il 13 agosto 2021.

## Tracce
Standard edition
1. Sirens – 2:55 (Amethyst Amelia Kelly)
2. Brazil – 3:09 (Amethyst Amelia Kelly, Bobby D. Session Jr.)
3. Pillow Fight – 2:47 (Amethyst Amelia Kelly)
4. Emo Club Anthem – 2:50 (Amethyst Amelia Kelly, Bobby D. Session Jr.)
5. STFU – 2:31 (Amethyst Amelia Kelly, Bobby D. Session Jr.)
6. Iam the Stripclub – 2:48 (Amethyst Amelia Kelly, Anthony Jermaine White, Whitney Phillips, Eric Leva, Bobby D. Session Jr.)
7. Nights Like This – 2:33 (Amethyst Amelia Kelly)
8. Woke Up (Diamonds) – 2:41 (Amethyst Amelia Kelly, Tedra Wilson)
9. Is That Right (featuring Bia) – 2:50 (Amethyst Amelia Kelly, Bianca Miquela Landrau)
10. XXXTRA – 3:03 (Amethyst Amelia Kelly)
11. Peach Body – 3:08 (Amethyst Amelia Kelly, Keanu Torres)
12. Sex on the Beach (featuring Sophia Scott) – 3:01 (Amethyst Amelia Kelly, Sophia Scott, Bobby D. Session Jr.)
13. Good Times with Bad People – 2:25 (Amethyst Amelia Kelly)
14. Day 3 in Miami (End of an Era) (featuring Ellise) – 2:46 (Amethyst Amelia Kelly, Sophia Scott, Bobby D. Session Jr.)

Deluxe edition
1. N.Y.E. (featuring Alice Chater) – 3:33 (Amethyst Amelia Kelly, Arthur Lee Putnam Jr., Bobby D. Session Jr., Kelsey Klingensmith, Shelton Scalez Jr.)
2. Sip It (with Tyga) – 3:15 (Amethyst Amelia Kelly, Micheal Nguyen-Stevenson, OG Parker)
3. Posh Spice – 2:29 (Amethyst Amelia Kelly)